# USS Puritan (BM-1)
Монитор «Пуританин» (англ.  BM-1 Puritan) — большой мореходный монитор, построенный для ВМC США в 1874—1896 году. Формально представлял собой капитальную модернизацию старого монитора «Пуританин», заложенного ещё во время Гражданской Войны; на практике являлся абсолютно новым кораблём. Самый крупный монитор, построенный в США. Участвовал в испано-американской войне, списан в 1919 году.

## История
В середине 1870-х военно-морской секретарь США Георг Робсон попытался восстановить военную мощь американского флота, с окончания Гражданской Войны пребывавшего почти в полном забвении. В связи с инцидентом «Вирджиниуса» — захватом испанцами американского парохода «Вирджиниус», контрабандой провозившего оружие повстанцам на Кубе, часть команды и пассажиров которого была позднее казнена испанскими властями — Конгресс обеспокоился состоянием флота и выделил средства на ремонт и модернизацию некоторых кораблей. Однако тщательный осмотр назначенных на модернизацию кораблей показал, что большая часть из них находится в столь плачевном состоянии и любой ремонт просто не имеет смысла; особенно это касалось больших океанских мониторов.
Не в силах добиться от Конгресса выделения средств на постройку новых кораблей, Робсон решил (втайне от правительства) под видом «модернизации» пустить старые корабли на лом, и на выделенные средства построить новые, современные, под теми же названиями. В списке назначенных на подобную «модернизацию» кораблей был и океанский монитор «Пуританин». Заложенный в 1863 как развитие проекта большого океанского монитора «Диктатор», он имел деревянный корпус, обшитый железной бронёй, и должен был быть вооружён двумя огромными 508-мм гладкоствольными орудиями в единственной вращающейся башне; однако в 1865 году его строительство было приостановлено. За последующие годы бездействия деревянный корпус корабля так прогнил, что какое-либо восстановление было уже невозможно.
В 1874 году старый «Пуританин» был передан частной верфи «Джон Руш и сыновья», якобы для ремонта. На самом деле корпус недостроенного монитора был разобран на лом (частично в качестве оплаты), и под тем же названием на стапеле был заложен новый, современный корабль. Так как выделенных средств не хватало, морской секретарь Робсон тайно списал и передал фирме для разборки на лом множество устаревших кораблей из резерва флота. Однако в 1877 году сменилось правительство, и новый морской секретарь Ричард В. Томпсон, ошеломлённый масштабом полулегальных действий своего предшественника, приказал приостановить работы. «Пуританин» вновь застыл на верфи на долгие годы.
В 1881 году, к власти в США пришла администрация президента Гарфилда, которая была настроена на восстановление боеспособности флота. Военно-морской секретарь Уильям Хант сумел добиться от Конгресса средств на достройку заложенных Робсоном мониторов. По ряду причин (например потому, что достройка осуществлялась на верфях ВМФ, в то время находившихся в неудовлетворительном состоянии), работы над «Пуританином» затянулись до 1896 года.

## Конструкция

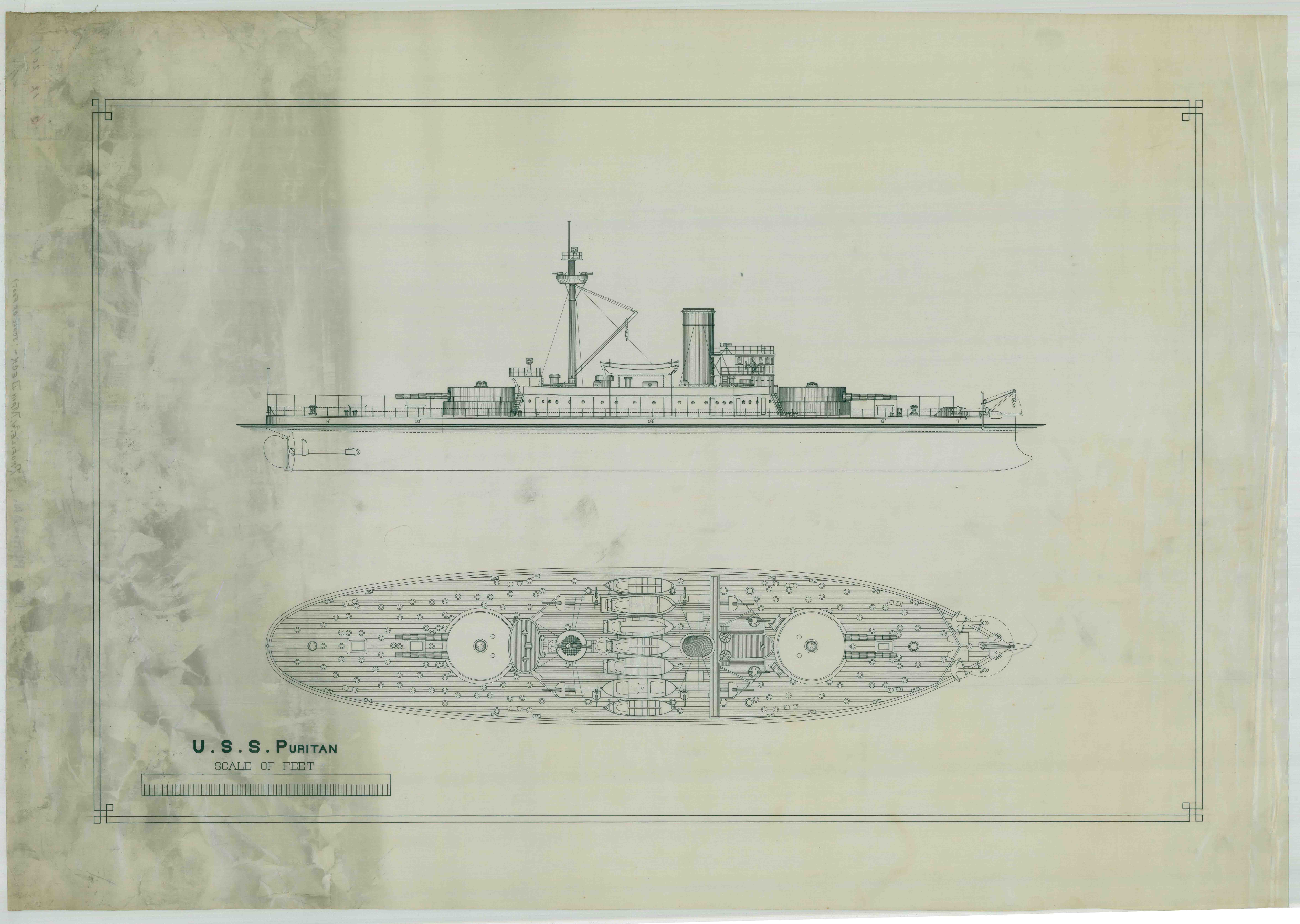

Новый «Пуританин» не имел практически ничего общего с тем кораблём, из которого он был, формально, «модернизирован». Это был крупный двухбашенный монитор водоизмещением около 6060 тонн; он стал самым крупным монитором, когда-либо построенным в США. Корпус «Пуританина» был длиной 90,3 метра, шириной 18,33 метра при осадке 5,49 метра.

Сечение по мидель-шпангоуту

В центре корпуса, между башнями, возвышалась надстройка, предназначенная для улучшения условий обитаемости корабля в море. В передней части надстройки находилась командная рубка с установленным над ней высоким открытым мостиком. Единственная мачта была (нетипично для американских мониторов) смещена к задней части надстройки, за единственной трубой корабля.

### Вооружение
Будучи самым крупным монитором, «Пуританин» нёс в качестве главного калибра четыре 305-мм пушки с длиной ствола в 35 калибров, смонтированные попарно в носовой и кормовой башнях. Башни были установлены на неподвижных основаниях — барбетах, чтобы приподнять орудия над водой и уменьшить захлестывание башен волнами. 305-мм пушки были достаточно удачны (с учётом отсутствия у американцев опыта проектирования современной артиллерии) и могли стрелять раз в минуту 394-кг снарядом на дальность до 11 километров, пробивая на предельной дистанции до 220 миллиметров закалённой по методу Гарвея брони. Четыре пушки давали 6000-тонному монитору вес залпа, равный или даже превосходящий таковой у «настоящих» 10000-15000-тонных мореходных броненосцев.
Вспомогательное вооружение «Пуританина» состояло из шести 102 мм орудий, установленных за щитами на крыше надстройки. Защитное вооружение корабля, предназначенное для обороны от неприятельских торпедных сил, составляли шесть 6-фунтовых скорострельных пушек, четыре из которых стояли на крыше надстройки, а две — на крыльях мостика. Ещё два пулемёта Гатлинга стояли на марсах мачты.

### Бронирование
Вся броня «Пуританина» изготавливалась по новейшему методу Гарвея. Броневой пояс защищал весь надводный борт монитора; его максимальная толщина (в центре корпуса) достигала 356 мм. К оконечностям толщина пояса составляла не более 149 мм.
Барбеты, на которых опирались башни главного калибра, имели толщину 356 мм. Сами башни были защищены 200 мм бронёй. Палуба состояла из двух слоёв 25 мм плит, рубка была защищена 254 мм бронёй.

### Силовая установка
В движение монитор приводили две горизонтальные паровые машины «Компаунд», получавшие пар от восьми цилиндрических котлов. Силовая установка развивала 3700 л. с., чего хватало для достижения скорости в 12,5 узлов.

## Служба

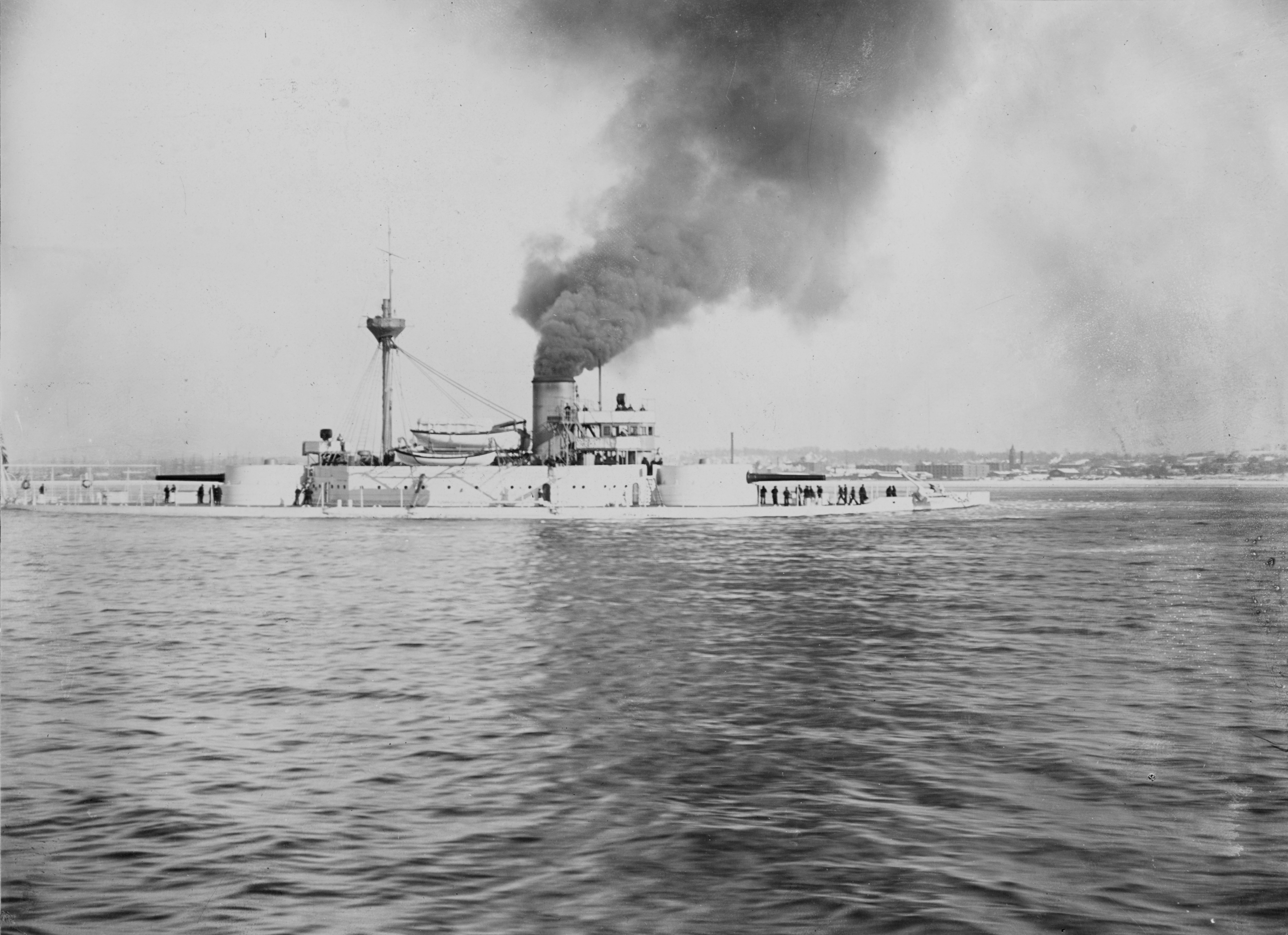

В начале испано-американской войны «Пуританин» действовал в блокаде кубинского побережья. После короткого визита в мае в Кейп-Уэст корабль был присоединён к эскадре адмирала Сэмпсона, блокировавшей основные силы испанского флота в Саньтяго. Однако к решающему сражению войны монитор не успел и участия в морских боях не принимал.
После того, как испанский флот был уничтожен в битве при Сантьяго-де-Куба, монитор был направлен к Пуэрто-Рико, где он прикрывал высадку морской пехоты и участвовал в бомбардировке испанских позиций. После окончания военных действий корабль был временно приписан к Военно-Морской Академии в качестве учебного корабля, и служил в этой роли до 1903 года, когда был выведен в резерв. Однако спустя несколько месяцев он был вновь укомплектован, и в 1904 одолжен военно-морскому ополчению города Вашингтон. В этой роли он прослужил до 1909 года.
Списанный в 1910 году, «Пуританин» был законсервирован на верфи в Филадельфии. В марте 1910 года было выдвинуто предложение использовать его и три других старых монитора как установленные на мелководье форты для защиты Кейп-Уэст. Корабли должны были быть притоплены на мелководье, после чего вокруг их корпусов должны были быть возведены искусственные отмели, и таким образом, мониторы были бы превращены в «полностью современные двухбашенные форты». Предложение не встретило поддержки; корабль оставался в резерве до 1918 года, когда он был выведен из состава флота, и в 1922 списан.

## Оценка проекта
Для своего времени, новый «Пуританин» был мощным и хорошо вооружённым кораблём береговой обороны. Его низкий надводный борт не позволял ему эффективно сражаться в море, а низко расположенные орудия не могли действовать в непогоду, но при действиях в спокойных прибрежных водах все это не имело особого значения. Взамен «Пуританин» имел чрезвычайно мощное бронирование и вооружение, равноценное в два раза большему (и существенно более дорогому) океанскому броненосцу.
Основная проблема «Пуританина» заключалась в том, что сама по себе концепция броненосца береговой обороны уже не соответствовала требованиям времени. В прежние времена, когда дальнобойность артиллерии была очень невелика и практически все возможные попадания шли по настильной траектории, низкий надводный борт был актуальным преимуществом; помимо того, что он уменьшал силуэт корабля и делал его более сложной мишенью, он ещё и позволял более эффективно защититься бронёй. Но в 1890-х дальность морской артиллерии возросла существенно, и снаряды стали падать все более и более отвесно. Теперь все чаще имели место попадания по навесной траектории в броневую палубу — и по её защищённости мониторы не имели существенных преимуществ перед высокобортными кораблями. Быстроходный противник с дальнобойными пушками мог бы без особого труда держаться на такой дистанции от медлительного «Пуританина», чтобы уравнять шансы.